# Johanna-Kirchner-Medaille
Die Johanna-Kirchner-Medaille war eine Auszeichnung der Stadt Frankfurt am Main. In den Jahren 1991–1995 verlieh die Stadt die Medaille an damals noch lebende Menschen, die dem Nationalsozialismus Widerstand entgegengesetzt hatten. An der Frankfurter Paulskirche erinnert eine Gedenktafel an die ermordete Namensgeberin Johanna Kirchner.

## Preisträger
1991
- Liesel Baum
- Margarete Becker
- Willi Birkelbach
- Carlo Bohländer
- Wolfgang Breckheimer
- Emil Carlebach
- Hans Dietz
- Max Diamant
- Elise Eberhardt
- Otto Ebel
- Fritz Eisenacher
- Gertrud Ehrhardt
- Stephan Frommeyer
- Ludwig Gehm
- Etty Gingold
- Peter Gingold
- Gertrud Grünewald
- Paul Grünewald
- Annie Güll
- Josef Heun
- Irmgard Heydorn
- Walter Hesselbach
- Erna Heinz
- Walter Jentzsch-Schilla
- Karl Jung
- Leni Kampffmeyer
- Hans Kampffmeyer
- Inge Leetz
- Horst Lippmann
- Arno Lustiger
- Emil Mangelsdorff
- Alfred Marchand
- Gretel Opfer
- Hans Overdyck
- Antonie Pless
- Hermann Reineck
- Kurt-Roland Roesler
- Artur Roth
- Rosa Schäfer
- Willy Schmidt
- Charlotte Schiffler
- Lieselotte Schmidt
- Emil Schmidt
- Fritz Schmidt
- Friedel Schuster
- Lina Schwee
- Hans Schwert
- Horst Stankowski
- Albert Simmedinger
- Hedwig Wiltenburg
- Lore Wolf

1992
- Günter Arndt
- Fritz Brinkmann
- Kurt Doppler
- Carl Ebert
- Wilhelm Emker
- Heinrich Geitzhaus
- Heinrich Gertenbach
- Henryk Gesiarz
- Christian Haas
- Richard Hackenberg
- Marga Heidel
- Walter Heidel
- Erich Hempel
- Alios Hilbert
- Erich Hirsch
- Heinz Heisse
- Willi Holl
- Siegmund Kalinski
- Maria Kalis
- Eric Karry
- Albert Kehr
- Alfons Kirchgässner
- Johann Klinkopf
- Leornard Knapp
- Lorenz Knorr
- Hans Kraushaar
- Friedrich Krämer
- Franz Kremer
- Anita Leis
- Josef Lind
- Helmut Mann
- Heiner Merkel
- Aenne Meyer
- Günther Palm
- Paul Pertgen
- Ernst Reitz
- Aenne Salzmann
- Emmy Schmidt
- Heinrich Schmidt
- Kurt Schmitt
- Käte Schmitz
- Dora Schuster
- Paul Schuster
- Stephan Schwamm
- Walter Seiter
- Valentin Senger
- Werner Springer
- Charlotte Staritz
- Senta Stief
- August Thielemann
- Willi Thomas
- Lieselotte Thumser-Weil
- Ursula von Schlabrendorff
- Erich Wagner
- Herbert Westenburger
- Wilhelm Wiedemann
- Helene Wurster
- August Ziegler

1993
- Lisa Alfhardt
- Egon Alfhardt
- Aloys Baum
- Walter Bloch[2]
- Fritz Flach
- Paul Gottschalg
- Katharina Hahner
- Edgar Harsche
- Roman Housa
- Lissi Karrenberg
- Irmengard Kayser-Scholz
- Kurt Köhler
- Alfred Körner
- Klaus Kaminsky
- Wolfgang Lauinger
- Anita Leis
- Traugott Liesem
- Anja Lundholm
- Maedy Mosbach
- Alois Normann
- Artur Pöhlmann
- Joseph Rheinberger
- Hubert Roos
- Hans Seidenather
- Alois Schönberger
- Luise Schumann
- Walter Schumann
- Rike Wankmüller
- Henry Heinz Wolf
- Karl Zeiss

1994
- Mile Braach
- Louis Freichel
- Georg K. Glaser
- Martin Klug
- Adolf Kreuz
- Heinrich Kullmann
- Gertrud Lampe
- Hermann Langbein
- Eva Littwack
- Bernhard Littwack
- Gerda Maschkowski
- Fred Müller
- Alice Stertzenbach
- Werner Stertzenbach
- Annemarie Welke
- Marie Zängerle

1995
- Karl Alt
- Hans Banthin
- Hermine Baram
- Hans Helmut Bauer
- Heinz Dietrich
- Rudi Ellert
- Engelbert Haas
- Hugo Härtling
- Willi Kalberlah
- Stan Zak Kaminski
- Friedrich Klinkerfuss
- Erwin Lenz
- Willi Müssig
- Karl Petri
- Irmgard Theis
- Hans Theis
- Henry Wermuth
- Lina Zollmann
- Rudolph Zollmann